# Kanton Falaise-Sud
Der Kanton Falaise-Sud war von 1856 bis 2015 ein französischer Wahlkreis im Département Calvados und in der damaligen Region Basse-Normandie. Er umfasste acht Gemeinden im Arrondissement Caen; sein Hauptort (frz.: chef-lieu) war Falaise. Die landesweiten Änderungen in der Zusammensetzung der Kantone brachten im März 2015 seine Auflösung. Vertreter im Generalrat des Départements war zuletzt von 2005 bis 2015 Claude Leteurtre.

## Gemeinden
| Gemeinde          | Einwohner (Stand: 2022) | Code postal | Code Insee |
| ----------------- | ----------------------- | ----------- | ---------- |
| Damblainville     | 231                     | 14620       | 14216      |
| Eraines           | 286                     | 14700       | 14244      |
| Falaise           | 7744 (*)                | 14700       | 14258      |
| Fresné-la-Mère    | 572                     | 14700       | 14289      |
| La Hoguette       | 664                     | 14700       | 14332      |
| Pertheville-Ners  | 236                     | 14700       | 14498      |
| Versainville      | 508                     | 14700       | 14737      |
| Villy-lez-Falaise | 269                     | 14700       | 14759      |

(*) teilweise.